# Kiwi d'Okarito
El Kiwi d'Okarito (Apteryx rowi) és una espècie d'ocell de la família dels apterígids (Apterygidae) descrita l'any 2003. Habita una zona molt restringida del bosc d'Okarito, a la costa oriental de l'illa del Sud de Nova Zelanda.